# A Magyar Állami Operaház igazgatóinak listája
Az alábbi listák a Magyar Állami Operaház igazgatóit sorolják fel, az intézmény alapítása óta.

## Kormánybiztosok és intendánsok
Az Operaház megnyitását követően az intézmény vezetését egy államilag kinevezett kormánybiztos vagy intendáns látta el. Az intendánsi funkciót 1902-ben eltörölték, majd 1912–1925 között ismét visszaállították. Az igazgatók ezekben az időszakokban a kormánybiztosoknak és intendánsoknak voltak alárendelve.
- Podmaniczky Frigyes (1875. március 19. – 1875. június 24.) – kormánybiztos
- Podmaniczky Frigyes (1875. június 25. – 1886. február 1.) – intendáns
- Keglevich István (1886. február 1. – 1888. január 12.) – intendáns
- Beniczky Ferenc (1888. január 13. – 1891. január 31.) – kormánybiztos és intendáns
- Zichy Géza (1891. február 1. – 1894. április 10.) – intendáns
- Stresser József (1894. április 11. – 1894. november 24.) – kormánybiztos
- Nopcsa Elek (1894. november 25. – 1897. november 6.) – kormánybiztos és intendáns
- Huszár Kálmán (1897. november 8. – 1898. augusztus 26.) – kormánybiztos
- Keglevich István (1898. augusztus 1. – 1902. november 16.) – intendáns
- Bánffy Miklós (1912. február 16. – 1917. június 1) – kormánybiztos
- Wlassics Gyula (1920. június 1. – 1925. június 30.) – kormánybiztos

## Igazgatók, főigazgatók

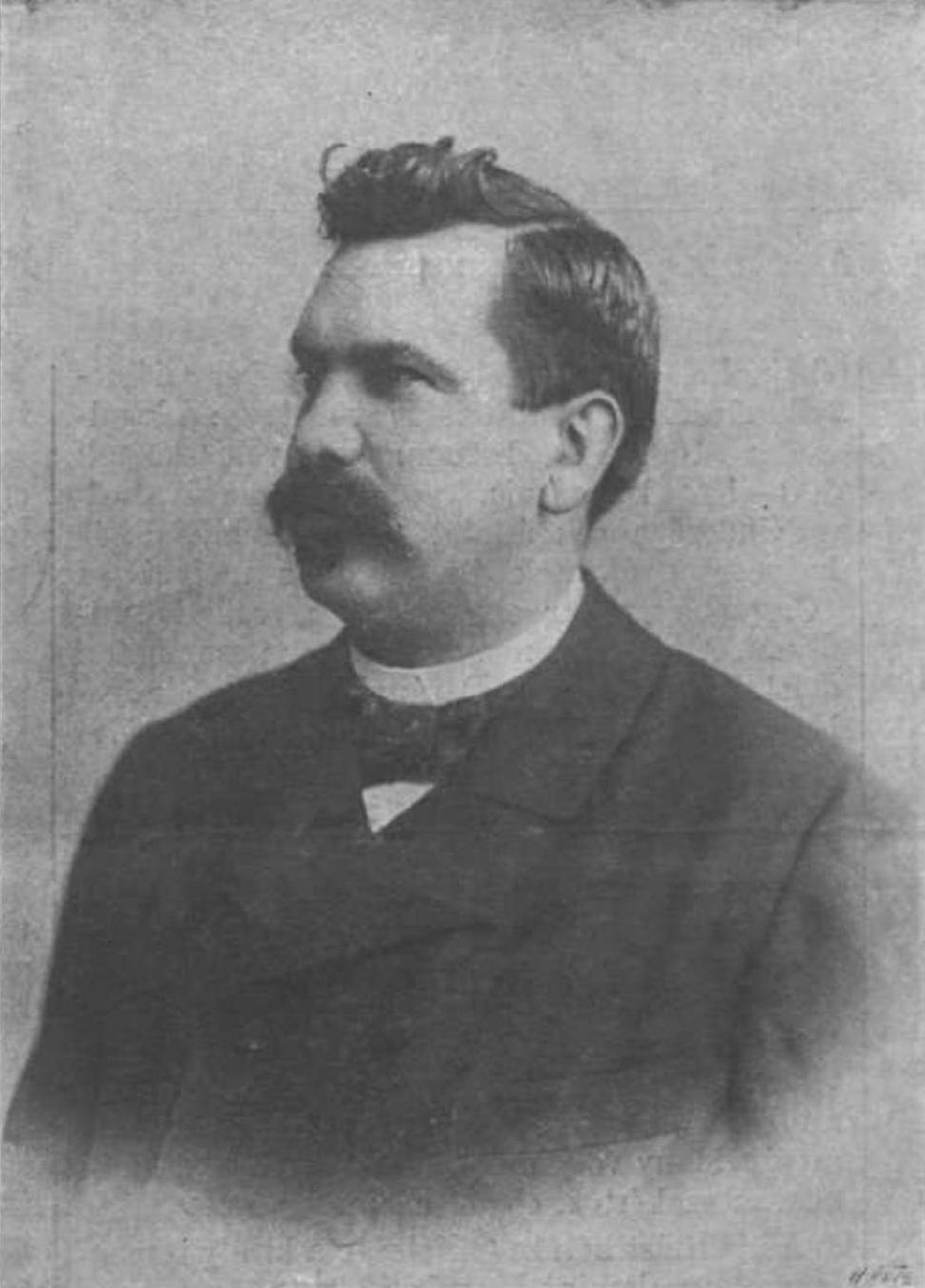
Mészáros Imre fényképe a Vasárnapi Ujságban. Strelisky Lipót felvétele

Az alábbi listában a fő-zeneigazgatók és művészeti igazgatók nem szerepelnek, a miniszteri biztosok pedig csak akkor, ha később főigazgatók lettek.
- Erkel Ferenc (1884. szeptember – 1886. szeptember 30.) – igazgató
- Gustav Mahler (1888. október 1. – 1891. március 15.) – igazgató
- Nikisch Artúr (1893. június 1. – 1895. augusztus 5.) – igazgató
- Káldy Gyula (1895. augusztus 20. – 1900. március 31.) – igazgató
- Mészáros Imre (1900. április 15. – 1901. szeptember 15.) – igazgató
- Máder Rezső (1901. szeptember 15. – 1907. április 7.) – igazgató
- Mészáros Imre (1907. április 1. – 1913. január 31.) – igazgató
- Kern Aurél (1913. február 1. – 1917. június 30.) – igazgató
- Zádor Dezső 1918. december 1. – 1919. július 31.) – igazgató
- ifj. Ábrányi Emil (1919. szeptember 1. – 1920. augusztus 31.) – igazgató
- Kerner István (1920. szeptember 1. – 1921. május 31.) – igazgató
- Máder Rezső (1921. június 1. – 1925. június 30.) – igazgató
- Radnai Miklós (1925. július 1. – 1935. november 5.) – igazgató
- Márkus László (1935. november 15. – 1944. július 25.) – igazgató
- Lukács Miklós (1944. július 26. – 1944. október 26.) – igazgató
- Sámy Zoltán (1944. október 20. – 1944. december) – igazgató
- Székely Mihály, Nádasdy Kálmán és Komáromy Pál direktóriuma (1945. február 8. – 1945. április)
- Komáromy Pál (1945. április - 1946 augusztus 31.)
- Tóth Aladár (1946. szeptember 1. – 1956. október 30.) – igazgató
- Palló Imre (1957. május 1. – 1958. augusztus 31.) – igazgató
- Fajth Tibor (1958. szeptember 1. – 1959. szeptember 30.) – megbízott igazgató
- Fajth Tibor (1959. október 1. – 1962. március 15.) – igazgató
- Nádasdy Kálmán (1962. április 1. – 1966. július 31.) – igazgató
- Lukács Miklós (1966. augusztus 1. – 1978. december 31.) – igazgató
- Mihály András (1978–1986) – igazgató
- Petrovics Emil (1986–1990) – 1988-tól főigazgató
- Ütő Endre (1991–1995) – főigazgató
- Vámos László (1995-1996) – megbízott főigazgató
- Szinetár Miklós (1996–2001) – főigazgató
- Locsmándi Miklós (2001. szeptember 15. – 2002. június 26.) – főigazgató
- Szinetár Miklós (2003. január 1. – 2005. június 1.[1]) – főigazgató
- Hegyi Árpád Jutocsa (2005. augusztus 1. – 2006. június 19.) – főigazgató[2][3][4]
- Vass Lajos (2007. július 1.[5] – 2010. október 22.) – főigazgató (előzőleg, 2006. június 19. és 2007. június 30. között miniszteri biztos)
- Horváth Ádám (2011. június 1-jétől június 3-ig) – főigazgató,[6][7][8] előzőleg miniszteri biztos volt 2010 szeptemberétől[9]
- Mozsár István mérnök-menedzser (2011. június 4-től augusztus 8-ig) – megbízott főigazgató[10] (előzőleg, 2010. november 15-től ügyvezető igazgató[11])
- Kovács János (2011. augusztus 9-től augusztus 17-ig[12][13]) – megbízott főigazgató[14]
- Ókovács Szilveszter (2013. január 28-tól - ) – főigazgató, megelőzően 2011. augusztus 22-től kormánybiztos[15]

## Zeneigazgatók, fő-zeneigazgatók, első karmesterek
- Ferencsik János (1957–1973, fő-zeneigazgató)
- Ferencsik János (1978–1984, fő-zeneigazgató)
- Kórodi András (1984–1987, első karmester és fő-zeneigazgató)
- Lukács Ervin (1987–1990, fő-zeneigazgató)
  - Kovács János (1986–1990, első karmester)
- Oberfrank Géza (1990–1991, zeneigazgató)
- Medveczky Ádám (1991–1992, zeneigazgató)
- Medveczky Ádám (1992–1993, első karmester és fő-zeneigazgató)
- Oberfrank Géza (1994–1998, fő-zeneigazgató)
- Győriványi Ráth György (2001–2002, fő-zeneigazgató)
- Kovács János (2002, fő-zeneigazgató)
- Petrovics Emil (2003–2005, fő-zeneigazgató)
- Héja Domonkos (2011–2013, első karmester és fő zeneigazgató)
- Halász Péter (2013–2016) első karmester és fő zeneigazgató)[16]
- Kocsár Balázs (2016– fő-zeneigazgató)